# Curling na Zimowych Igrzyskach Olimpijskich 1988
Wyniki turnieju pokazowego curlingu rozegranego podczas Zimowych IO w Calgary:

## Mężczyźni
| Lp. | Państwo    | Medal |
| --- | ---------- | ----- |
| 1   | Norwegia   |       |
| 2   | Szwajcaria |       |
| 3   | Kanada     |       |

## Kobiety
| Lp. | Państwo  | Medal |
| --- | -------- | ----- |
| 1   | Kanada   |       |
| 2   | Szwecja  |       |
| 3   | Norwegia |       |